# Why (chanson des 3T)
Pour les articles homonymes, voir Why.
Singles de 3T
Tease Me I Need You
Pistes de Brotherhood
24/7 Gotta Be You
Why est une chanson des 3T. Elle a été écrite par Babyface et chantée avec Michael Jackson. Ce single fait partie de l'album Brotherhood qui est sorti en 1995. La chanson avait été prévue pour faire partie de l'album HIStory: Past, Present and Future - Book I de Michael Jackson mais ce dernier a décidé de la donner à ses neveux. 
La chanson a bien été accueillie dans les hits-parades européens et asiatiques.
Un clip vidéo a été produit pour promouvoir le single. Il est notamment disponible sur le DVD Michael Jackson's Vision.

## Crédits
- Produit par Michael Jackson et Babyface
- Écrit et Composé par Babyface
- Arrangements des cordes : Jermey Lubbock
- Ingénieur : Bruce Swedien
- Claviers et Guitare : Babyface
- Percussions : Paulinho Da Costa
- Mixé par Dave Way
- Enregistré par Bruce Swedien et Michael Van Blum

## Classements
| Classement (1996)         | Meilleure position |
| ------------------------- | ------------------ |
| Billboard Hot 100         | 112                |
| Billboard Hot R&B Singles | 71                 |
| Australie                 | 46                 |
| Autriche                  | 21                 |
| Belgique                  | 10                 |
| France                    | 9                  |
| Allemagne                 | 29                 |
| Pays-Bas                  | 13                 |
| Nouvelle-Zélande          | 9                  |
| Suède                     | 14                 |
| Suisse                    | 11                 |
| Royaume-Uni               | 2                  |